# Clubiona bengalensis
Clubiona bengalensis là một loài nhện trong họ Clubionidae.
Loài này thuộc chi Clubiona. Clubiona bengalensis được Biswamoy Biswas miêu tả năm 1984.